# Усатенко, Галина Дмитриевна
Галина Дмитриевна Усатенко (род. 4 февраля 1941, село Коларовка, теперь село Болгарка Приморского района Запорожской области) — советская деятельница, новатор производства, крутильница Бердянского завода стекловолокна Запорожской области Герой Социалистического Труда (6.04.1981). Член Ревизионной комиссии КПУ в 1981—1990 г.

## Биография
Родилась в крестьянской семье.
В 1959—1993 годах — крутильница Бердянского государственного завода стекловолокна Запорожской области.
Член КПСС. Первой на Бердянском заводе стекловолокна взяла на обслуживание 250 машин, когда нормой было предусмотрено 68. Выполнила задание восьмой пятилетки за 1 год и 8 месяцев, а девятой пятилетки за 3 года. За досрочное выполнение заданий девятой пятилетки получила звание Героя Социалистического Труда.
Потом — на пенсии в городе Бердянске Запорожской области. Член президиума городского совета ветеранов.

## Награды
- Герой Социалистического Труда (6.04.1981)
- орден Ленина (6.04.1981)
- орден Трудового Красного Знамени
- медали
- лауреат Государственной премии Украинской ССР
- почетный гражданин города Бердянска (2007)